# Hanna Szenes
Hanna Szenes (în ebraică:חנה סנש, în maghiară:Szenes Anna sau Szenes Anikó, în engleză:Hannah Szenes n.17 iulie 1921 - 7 noiembrie 1944) a fost o poetă și patrioată sionistă evreică din Palestina, originară din Ungaria, care în anii celui de-al Doilea Război Mondial a fost membră în organizația paramilitară Hagana a evreilor din Palestina și apoi, a unei unități de voluntari evrei în cadrul organizației militare britanice SOE  -Special Operations Executive. A scris în limbile maghiară și ebraică. Fiind una din cei 37 de recruți ai SOE din rândurile evreilor din Palestina sub mandat britanic, a fost parașutată pe teritoriul Iugoslaviei ocupate pentru a contacta rezistența antinazistă, a obține informații despre prizonieri anglo-americani deținuți în fosta Iugoslavie, și apoi, pentru a contribui, în numele organizației paramilitare Hagana din Palestina, la salvarea de evrei maghiari. 
Szenes a fost arestată la 9 iunie 1944 la granița Ungariei de către jandarmi maghiari. A fost închisă și torturată, iar ulterior a fost judecată și executată prin împușcare la Budapesta. Ea este considerată în Statul Israel drept eroină națională.

## Biografie

### Copilăria în Ungaria

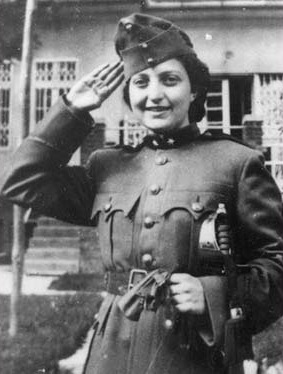
Hanna Szenes in uniformă militară maghiară la un carnaval de Purim ca liceeană în Ungaria

Hanna Szenes s-a născut în 1921 la Budapesta într-o familie de evrei bine situați și aculturați în societatea maghiară. Tatăl, Béla Szenes, era ziarist, scriitor pentru copii si dramaturg. Numele de familie Szenes a fost o maghiarizare a numelui de familie Schlesinger. Béla Szenes a murit în mai 1927, la numai 33 ani, de un atac de inimă când fiica sa a avut șase ani. Ea și fratele ei György (ulterior în ebraică Giora) au fost crescuți mai apoi de mama lor, Katalin Szenes, născută Salzberger. În casa lor de pe strada Bimbo nr.28 din cartierul Rózsadomb,  locuia și bunica din partea mamei, Jozefina (Fini) Salzberger, născută Apfel (1867-1937), de care Hanna a fost foarte legată. Copiii au petrecut vacanțe la Dombovár, unde l-au cunoscut pe artistul plastic Ferenc Pataki. Szenes a învățat la o scoala din cartier, unde s-a afirmat deja, mai ales prin compuneri și poezii, iar de la zece ani a urmat gimnaziul Baár–Madas, o școală particulară creștină reformată de fete, , unde în schimbul unei taxe școlare mai mari se puteau înscrie și eleve catolice și evreice. Fiind o elevă foarte bună, Szenes a beneficiat, totuși, de o reducere a taxei Când a fost aleasă președintă a societății literare a școlii, până la urmă, i s-a anulat alegerea, fiind evreică. La liceu lecțiile de religie iudaica le-a primit de la tânărul rabin neolog Imre Benoschofsky, din Buda, care era un om erudit și susținător al sionismului. Încă de la vârsta de 11 ani a început să-și câștige existența, meditând alti copii. Terminând liceul, ea nu mai putea continua studii universitare în Ungaria, din cauza legilor și politicii antievreiești în vigoare. Ea a fost de la vârsta de 17 ani s-a înscris în mișcarea de tineret sionist Macabea, și la un cerc de studiere a Bibliei, și a început să învețe ebraica.

### Anii în Palestina

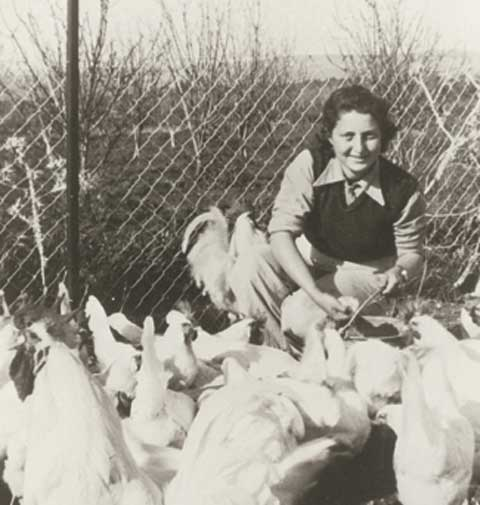
Hanna Szenes în moșavul Nahalal în 1941

După ce fratele ei a plecat pentru studii de inginerie în Franța, în septembrie 1939, la 18 ani, Hanna Szenes a emigrat singură în Palestina (pentru evrei - Țara Israelului), care se afla pe atunci sub regim mandatar britanic. A plecat din portul Constanța la 18 septembrie 1939 la bordul vasului românesc „Basarabia” și a debarcat apoi în portul Haifa.Ea a învățat doi ani la Școala agricolă de fete Hanna Meisel din moșavul Nahalal și s-a alăturat unui grup de tineri care au înființat kibuțul Sdot Yam, lângă Cezareea (Keisaria). În această perioadă a fost instructoare la o filială din Kiriyat Haim a Tineretului Muncitor și Studios. A lucrat în bucătăria și spălătoria kibuțului. Unul din tinerii care s-au îndrăgostit de ea încă din Ungaria a fost Joseph George Weisz, ulterior cunoscut ca cercetător al misticismului evreiesc în Israel și apoi în Anglia. Corespondența dintre Hanna și el în anii 1930-1941 a fost publicată ulterior.
După 1941 Hanna Szenes s-a înrolat în organizația paramilitară evreiască Hagana. A urmat un curs de telegrafie fără fir, apoi în ianuarie 1944 - un curs de parașutiști și pentru misiuni in spatele liniilor inamice 

### Misiunea parașutiștilor din Palestina
Szenes s-a înrolat în anul 1943 ca voluntară în armata britanică, dorind să participe la efortul de război împotriva Germaniei naziste care își propusese distrugerea evreilor. Mai întâi a fost încorporată ca telegrafistă "Aircraftwoman 2nd Class" într-o unitate de femei, auxiliară a Aviației militare britanice, apoi, în cadrul Organizației de Acțiuni Speciale SOE (Special Operations Executive). Trei dintre ele au urmat curs de parașutism. Înainte de a pleca în misiune, s-a întâlnit cu fratele ei Giora, care a reușit să vină și el în Palestina în ianuarie 1944 Ea a făcut parte dintr-un grup de parașutiști a căror misiune era să se parașuteze pe pământul Europei. Ea a urmat un antrenament la Cairo. În scopuri conspirative  a primit numele cod Hagar.  
Szenes, împreună cu Abba Berdicev, Yona Rozen (Rosenfeld) și Reuven Dafni au plecat la Bari în Italia, și apoi la 15 martie 1944 s-au parașutat în sudul regiunii [Baranja], pe teritoriul ex-Iugoslaviei, controlat de partizanii lui Tito, și au rămas în regiune vreme de trei luni între partizani titoiști locali. Între timp, la 19 martie 1944 Ungaria a fost ocupată de trupele Germaniei naziste, sub acoperirea cărora, a fost impus în această țară un guvern extremist pronazist (Döme Sztójay) care a început să organizeze ghetouri pentru evrei și trimiterea lor cu repeziciune la Auschwitz. La 6 mai grupul lui Szenes s-a reunit cu celălalt group de parașutiști din Palestina, din care făceau parte Yoel Palgi și Peretz Goldstein. La Serdica (Srdica),Rogašovci, în Slovenia, în apropierea graniței ungare, Szenes a scris poezia „Ashrey hagafrur” (Trăiască chibritul!), în lauda spiritului de sacrificiu, pe care i-a predat-o lui Reuven Dafni.
La 9 iunie 1944 ea a trecut granița în Ungaria, dar a fost prinsă de o patrulă de jandarmi maghiari. Zece zile după Szenes au intrat în Ungaria și Yoel Palgi și Peretz Goldstein, care încă nu știau ce s-a întâmplat cu ea.

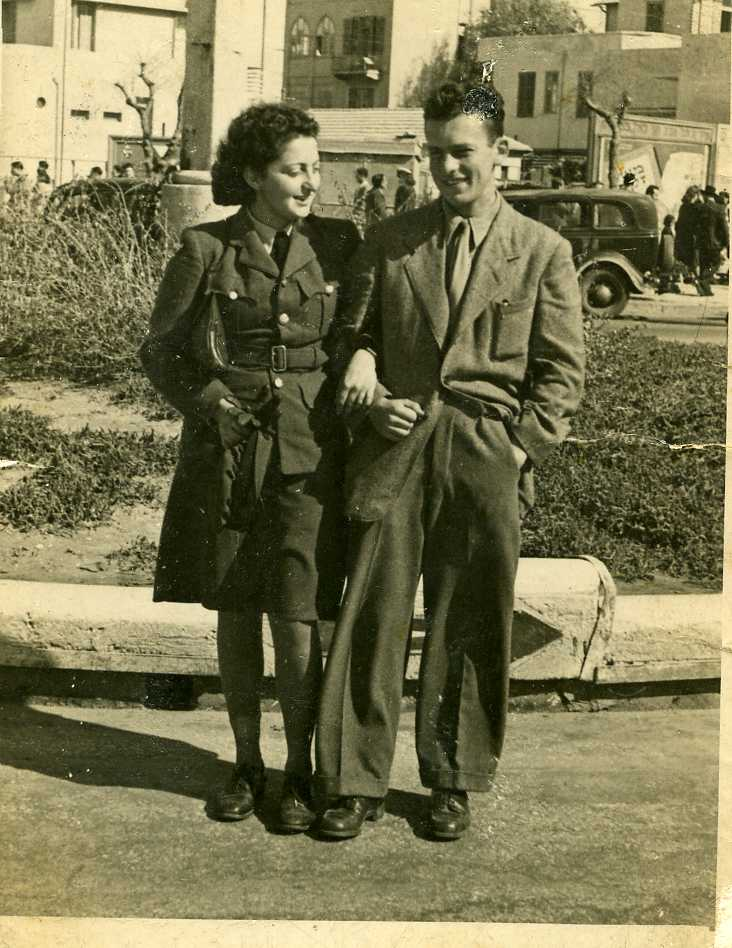
În Palestina in februarie 1944, împreună cu fratele ei, Giora

### Arestarea, supliciile și condamnarea la moarte
A fost trimisă mai întâi la Szombathely, unde a fost anchetată și, deși supusă la torturi, nu a divulgat numele tovarășilor ei de arme., nici codurile secrete ale aliaților. Apoi, a fost transferată la o închisoare din Budapesta, de pe bulevardul Margit, unde a fost de asemenea bătută crunt. A refuzat să ceară iertare de la niște "asasini", cum s-a exprimat, nici după ce i s-a permis la 17 iunie 1944 să se întâlnească cu mama ei, care a fost adusă în arest la aceeași închisoare. Ulterior, după ce mama ei a fost iarăși închisă, ele s-au văzut din când în când, dar fără să poată schimba cuvinte.  
La scurt timp după arestarea Hannei, au ajuns în Ungaria și au fost arestați și doi dintre colegii ei parașutiști, Peretz Goldstein (Ferenc Goldstein) și Yoel Palgi (Nussbacher). Goldstein a ajuns in cele din urma in lagărul de concentrare nazist de la Oranienburg, unde a murit, iar Palgi a izbutit să evadeze dintr-un tren de deportați și a supraviețuit. 
În septembrie 1944 mama lui Hanna, Katalin, a fost pusă în libertate din lagărul Kistarcsa și a încercat să obțină o asistență judiciară pentru fiica ei. 
La 28 octombrie o curte marțială maghiară, sub noul regim szálasist al Partidului Crucilor cu Săgeți a pus-o sub acuzare pentru spionaj și trădare a patriei, dar ea a fost executată prin împușcare de către un pluton de execuție din ordinul judecătorului militar căpitanul Gyula Simon, la 7 noiembrie 1944, fără ca a procesul ei să se fi încheiat. Ea a avut 23 ani. În hainele ei s-au găsit două petice de hârtie. Pe unul din ele erau însemnate câteva versuri despre soarta care o așteaptă, iar în celălalt niște rânduri în care îi cerea iertare mamei. Hanna Szenes a scris un jurnal pe care l-a ținut până în ultima zi de viață. Jurnalul a fost publicat în limba ebraică în anul 1946, iar în traducere engleză în 1971. 
Necunoscuți din rândurile populației au adus-o spre îngropare la cimitirul evreiesc din Strada Kozma din Budapesta, în parcela martirilor.

Ultimele locuri unde s-a aflat Hanna Szenes în Ungaria în iunie-noiembrie 1944.1-Murska Sobota(Muraszombat), azi în Slovenia, - unde a fost arestată, 2-Szombathely, unde a fost interogată și torturată, 3-Budapesta- unde a fost deținută, judecată și executată

În primăvara anului 1945 Budapesta a fost cucerită de trupele sovietice și române, care i-au izgonit pe naziști. 
Mama lui Szenes, care până la eliberare, a reușit să supraviețuiască un „marș al morții” organizat de noul regim al Mișcării Crucilor cu Săgeți, și să se ascundă în Budapesta până la eliberare.
După ce cu ajutorul unui locuitor maghiar, a aflat locul exact din cimitirul evreiesc, unde este îngropată fiica ei, Katalin Szenes a comandat unui sculptor local un monument funerar. .
Apoi în iulie 1945, cu ajutorul lui Yoel Palgi, unicul supraviețuitor din cei șapte parașutisti din Palestina  care se infiltraseră în 1944 în Ungaria, ea a a luat calea Palestinei prin România. A ajuns la destinatie in octombrie 1945, deunindu-se cu fiul ei, Giora.  și și-a consacrat o bună parte din viață cultivării amintirii și moștenirii spirituale a fiicei ei.  
La începutul anului 1947 comandantul oficiului din Europa al organizației Hagana din Palestina, Yaakov Salomon, a căutat să afle care a fost soarta lui Hanna Szenes. Colaboratorii săi, Yosef Meir și Hanna Rivlin, au urmărit procesul intentat judecătorului care a judecat-o pe Szenes, pentru motivul că a condamnat-o ca spioană și nu a recunoscut-o ca prizonieră de război, și nu l-a anunțat pe avocatul ei, înaintea execuției. Salomon și colaboratorii săi au întâlnit o femeie care a stat în închisoare împreună cu Szenes și care le-a relatat despre ultimele zile ale tinerei. Mișcarea Hakibutz Hameuhad a primit în mai 1947 un raport scris de Hanna Rivlin cu privire la proces și conținând mărturiile culese. 
În luna martie 1950 rămășițele ei pământești au fost aduse de la Budapesta la Viena, unde au fost preluate de o delegație oficială a statului Israel, incluzând și pe fratele ei, Giora Szenes. Sicriul a fost transportat cu vaporul „Kedma” până în apropierea țărmului Israelului. I-au ieșit în întâmpinare trei nave ale flotei militare israeliene, recent înființată. Printr-o ceremonie militară sicriul a fost transferat pe una din aceste nave, unde a fost acoperit cu flori și cu steagul național evreiesc, și salutat de o gardă de onoare. La 26 martie1950 sicriul a ajuns în portul Haifa.
Sicriul lui Hanna Szenes a fost purtat prin străzile Haifei, adus apoi la kibuțul ei, Sdot Yam, unde a fost postat cu o gardă de onoare în „Casa Hanna Szenes” care a fost inaugurată în acel an. Apoi a fost adus la Tel Aviv și itinerariul său s-a încheiat la Cimitirul militar de pe Muntele Herzl din Ierusalim, în parcela parașutiștilor evrei din Palestina care au căzut în război în Europa. Acolo au fost înmormântați și parașutiștii Haviva Reik și Rafael Reiss. În urma sicriului lui Szenes au pășit mama ei, Katalin, fratele ei Giora și Yoel Palgi, supraviețuitor al grupei de parașutiști. Au fost depuse coroane de flori din partea primului ministru David Ben Gurion , a miniștrilor, și a șefului Statului Major al armatei israeliene, Yigael Yadin.
În anul 1993 Tribunalul militar suprem al Ungariei a dat o sentință prin care a anulat sentința de condamnare la moarte a Hannei Szenes.

### Creația literară

Poezia „Ferice de chibritul...” scrisă de Hanna Szenes pe un petic de hârtie în Slovenia în mai 1944

Primele încercări de versuri le-a scris în copilărie după moartea tatălui ei. Hanna Szenes a scris și mai târziu în secret, versuri în limba maghiară, și apoi din anul 1940 mai ales în ebraică, ele fiind descoperite postum.
Și jurnalul pe care l-a început la vârsta de 13 ani l-a scris începând din 1940 în ebraică.
Patru din poeziile ei au devenit bine cunoscute. Cea mai cunoscută este Drum spre Keisaria poezie de numai patru rânduri,care începe cu cuvintele „Eli, Eli” (Doamne, Doamne...) și a fost pusă pe note de către David Zehavi 
Cântecul a fost interpretat de numeroase cântărețe din Israel și din Diaspora evreiască, între care Ester Ofarim, Ofra Haza, Regina Spektor și Sophie Milman. Cântecul acesta încheie unele versiuni ale filmului lui Steven Spielberg, „Lista lui Schindler”
Poezia scurtă Ashrey Hagafrur (Ferice de chibritul...) scrisă în maghiară și ebraică la 2 mai 1944 a fost pusă pe muzică în două versiuni -una de Avraham Daus și cealaltă, în tempo de marș, de David Zehavi.
אַשְׁרֵי הַגַּפְרוּר שֶׁנִּשְׂרַף וְהִצִּית לֶהָבוֹת
אַשְׁרֵי הַלְּהָבָה שֶׁבָּעֲרָה בְּסִתְרֵי לְבָבוֹת.
אַשְׁרֵי הַלְבָבוֹת שֶׁיָדְעוּ לַחְדוֹל בְּכָבוֹד...
אַשְׁרֵי הַגַּפְרוּר שֶׁנִּשְׂרַף וְהִצִּית לֶהָבוֹת.
Ferice de chibritul ars în flacăra aprinsă.
Ferice de flacăra arzândă în ascunzișul inimilor.
Ferice de inimile ce cu onoare au încetat să bată.
Ferice de chibritul ars în flacăra aprinsă.
După moarte s-a găsit în hainele ei ultima poezie pe care a scris-o în limba maghiară, la 20 iunie 1944, la câteva zile după ce a fost arestată. Poezia a fost tradusă în ebraică de Avigdor Hameiri.
Ultima strofă:
Aș fi împlinit
Douăzeci și trei în iulie viitor
Am mizat pe ceea ce conta cel mai mult
Zarurile au fost aruncate. Am pierdut.

## Scrieri publicate
- 1946 -  Hakinor (Vioara)- piesă despre viața în kibuț
- 1986 - Leló safá (Fără limbă) - Poezii, traduceri din maghiară, de Itamar Yaoz-Keszt și de Avigdor Hameiri, Editura Hakibutz Hameuhad, Tel Aviv
- 2005 - Eli,eli, shelo igamer leolam - poezii și părți din jurnal, în redacția lui Uzi Shavit, Editura Hakibutz Hameuhad, Bnei Brak
- 2014 - At levadekh tavini:Mikhtevey Hanna Szenesh 1935-1944 (Tu singură vei înțelege:Scrisorile Hannei Szenes 1935-1944) , Editura Hakibutz Hameuhad, Bnei Brak

## Familia
Mama lui Hanna, Katalin sau Katerina Szenes s-a stabilit, ca și fiul ei, Giora la Haifa. Ea a murit în Israel în 1992 la vârsta de 96 ani. În ultimii ani ai vieții a locuit într-un cămin de bătrâni.  
Giora a murit în anul 1995 și a lăsat doi fii, Eitan și David, și o nepoată Deganit. 
David Szenes, ulterior psiholog, a fost în prizonierat egiptean
Un unchi, vărul tatălui ei, Andor Szenes (1899-1935)  a fost poet, traducător și ziarist. 
Fiul acestuia și văr mai îndepărtat al Hannei, a fost Iván Szenes (1924-2010) scriitor, dramaturg și cantautor.
Fiica lui Ivan, Andrea, a fost în Ungaria ziaristă, psiholoagă și moderatoare de televiziune.

## In Memoriam
- 1945 - O navă de transport cu numele „Hanna Szenes” a plecat din Italia și la 25 decembrie 1945 a izbutit să străpungă blocada britanică și să debarce pe țărmul Palestinei, la Naharia,  252 imigranți ilegali evrei supraviețuitori ai Holocaustului, din Italia în Palestina mandatară
- 1946- Istoricul Moshe Breslavski, care a cunoscut-o în kibuț, a publicat în ebraică volumul Hanna Szenes, misiunea și moartea ei eroică care include jurnalul si scrieri ale ei, și articole și amintiri despre ea.
- 1950 - Inaugurarea în kibuțul Sde Yam a Casei memoriale Hanna Szenes - Beit Hanna Szenes, vizitat de 15,000 de vizitatori pe an.
- 1950 - Evrei maghiari din mișcările Hakibutz Hameuhad și Dror au întemeiat în Israel kibuțul Yad Hanna, numit după Hanna Szenes. În 1952 așezarea a devenit cel dintâi kibuț comunist din Israel.
- Peste douăzeci de străzi în Tel Aviv, Haifa, și alte orașe israeliene - îi poartă numele.
- La Brooklyn, New York , o școală comunitară evreiască se numește Hanna Szenes
- La Budapesta liceul evreiesc și un părculeț în cartierul VII îi poartă numele (Szenes Anna), de asemenea o piață din localitatea Dombovár. În parcul Szenes Anna din Budapesta a fost amplasată la 8.3.2020 o statuetă de Mihail Kolodko în memoria eroinei.
- 1986 Mama Hannei, Katalin Katerina Szenes, a predat Memorialului Yad Vashem din Ierusalim mărturia despre fiica ei

- 2007 - La intervenția Ministerului apărării al Israelului, piatra de mormânt a lui Hanna Szenes din cimitirul evreiesc din Budapesta a fost adusă în Israel și asezată lângă Casa memorială Bait Hanna din kibuțul Sde Yam. La ceremonia militară a evenimentului au fost de față membri ai familiei Szenes.
- 23.07.2021 - Din inițiativa Fundației Mensch 10 parașutiști. 4 israelieni și 6 maghiari s-au lansat cu parașutele de pe bordul unui avion de tip Li-2 pe aeroportul Budaörs cu ocazia centenarului nașterii Hannei Szenes [35]

## Hanna Szenes în media artistică

### Teatru
Despre viața și moartea lui Hanna Szenes s-au scris 12 piese de teatru:
- 1958 - piesa Hanna Szenes  de Aharon Meghed - la Teatrul Habima din Tel Aviv

Megged a cunoscut-o personal la Sdot Yam. În rolul eroinei a jucat Miriam Zohar.
În traducere engleza sub numele de The Legend of Hannah Senesh, piesa lui Megged a fost reprezentată la 1964 la Princess Theatre din Los Angeles , in regia si productia lui Laurence Merrick. Rolul lui Szenes a fost jucat de Joan Huntington.
- 1958 - piesa Ashréy Hagafrur: Hazon hagvurá vehatehilá shel Hanna Szenes (Ferice chibritul:Viziune a eroismului si a gloriei lui Hanna Szenes) de Avigdor Hameiri.

Ferice de chibritul..,
- 1994 - pe canalul 1 de televiziune al Israelului, în piesa de teatru Kastner de Motti Lerner, care s-a ocupat de Afacerea Kasztner  într-un dialog a susținut personajul principal al piesei, Kasztner, ca Hanna Szenes ar fi cedat torturilor și ar fi destăinuit în fața anchetatorilor numele tovarașilor ei de arme, afirmație fără acoperire în realitate. Familia Szenes a cerut interzicerea proiectării piesei sau cenzurarea pasajului infamant, dar Curtea Supremă a Israelului, într-un for de trei judecători a respins cererea sub motivul libertății de expresie, unul din judecători, Misael Hashin, în minoritate, susținând opinia contrarie - cea după care, dreptul fundamental al onoarei omului Hanna Szenes are întăietate față de dreptul la liberă expresie al dramaturgului Motti Lerner.

### Cinema
- 1988 - filmul artistic Hanna's War - în regia lui Menahem Golan cu actrița neerlandeză-franceză Maruschka Detmers în rolul lui Hanna Szenes si actorii Rami Barukh, Eli Gornstein, Shimon Finkel și Yehuda Efroni.
- 2008 Filmul documentar Blessed Is the Match: The Life and Death of Hannah Senesh în engleză

regizat de Roberta Grossman.

### Muzică
- cântecul ebraic  Drum spre Keisaria - muzica de David Zehavi
- cântecul ebraic Ashrey Hagafrur - în două versiuni muzicale - de David Zehavi și de Avraham Daus
- 2019 Darkness (one two three), proiect pilot muzical al Asociației pentru Artă Globală din Israel, sub conducerea muzicienei și cântăreței Pazit Nuni,  pe textul ultimei poezii al Hannei Szenes - în ebraică și engleză